# 蕪湖道
蕪湖道，中华民国初期设置的道。在今安徽省境，含有已划入江西省的婺源县。
1914年民國3年5月置。道尹為要缺，二等。駐蕪湖縣（今蕪湖市區）。轄蕪湖、繁昌、當塗、廣德、郎溪、歙縣、黟縣、休寧、婺源、祁門、績溪、宣城、南陵、涇縣、太平、旌德、寧國、貴池、銅陵、石埭、東流、秋浦、青陽23縣。民國16年（1927年）廢。